# Cora Meek
Cora Meek (15 de setembro de 1889 – 1 de julho de 2001) foi uma quilter americana e supercentenária. O seu trabalho encontra-se incluído nas colecções do Museu Smithsoniano de Arte Americana, do Tarble Arts Center na Eastern Illinois University e do Art Institute of Chicago.
Cora faleceu em 1º de julho de 2001 aos 111 anos e 289 dias.